# Horst Holinski (Maler)

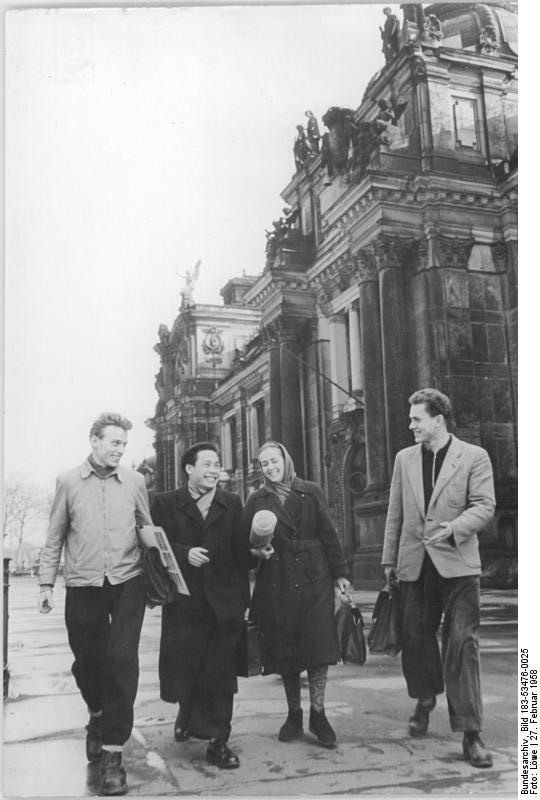
Horst Holinski (rechts) mit anderen Studenten der Hochschule für Bildende Künste Dresden (1958)

Horst Holinski (* 3. März 1936 in Weimar) ist ein deutscher Maler.

## Leben und Werk
Holinksi machte von 1950 bis 1953 eine Lehre als Porzellanmaler. Von 1953 bis 1956 besuchte er die Arbeiter- und Bauernfakultät an der Hochschule für Bildende Künste Dresden, die er mit dem Abitur abschloss. Anschließend studierte er bis 1961 an der Hochschule bei Erich Fraaß, Alfred Hesse und Heinz Lohmar. Sein Diplom erwarb er in Wandmalerei mit dem Bild „Neue Technik aufs Land“.
Holinski gehört zu den bekannten Mecklenburger Malern. Von 1961 bis 1991 lebte er als freischaffender Künstler in Schwerin. Bis 1963 arbeitete er unter dem Namen „Künstlerkollektiv Bannewitz“ mit seinen Künstlerfreunden Gerhard Floß, Karlheinz Effenberger und Hannes Meier zusammen. Neben seiner eigenen künstlerischen Tätigkeit wirkte er auch als Dozent an der Bezirkskulturakademie Schwerin. 1977 erhielt Holinski den Fritz-Reuter-Kunstpreis des Bezirks Schwerin. Seit 1991 wohnt und arbeitet Holinksi in Leezen-Zittow.
Studienreisen führten ihn in die damalige Sowjetunion, nach Tschechien, Polen, Bulgarien, Ungarn, Albanien, Finnland und Irland.
Bilder Holinskis befinden sich u. a. in der Landeskunstsammlung Mecklenburg-Vorpommern.

## Mitgliedschaften
- Bis 1990 Mitglied des Verbands Bildender Künstler der DDR
- 1975–1979 Vorsitzender dessen Bezirksverbands Schwerin
- seit 1990 Mitglied des Künstlerbundes Mecklenburg und Vorpommern im BBK

## Rezeption
„Die Maler des Künstlerkollektivs Bannewitz, Gerhard Floß, Horst Holinski und Johannes Meier, pflegten in der Schweriner Gegend den volltönenden Kolorismus der Dresdner Kunstakademie.“

## Werke (Auswahl)

### Baugebundene Kunst (Auswahl)
- Die geschichtliche Entwicklung des Bauens (Wandbild in der Eingangshalle der damaligen Oberschule in Ventschow; 1970)[4]
- Blumenkelch (Entwurf für ein Wandbild aus Emailtafeln an der heutigen Integrierten Gesamtschule „Bertolt Brecht“ auf dem Schweriner Großen Dreesch; 1980)[5]
- Wasser, Feuer, Erde und Luft (Wandbild an der damaligen Betriebsgaststätte des damaligen VEB Zellstoff- und Zellwollewerke Wittenberge; 1981)[6]

### Tafelbilder (Auswahl)
- Aquarium (Öl; 1976; im Bestand des Kunstarchivs Beeskow)[7]
- Imkerin (Öl; 1982; im Bestand des Kunstarchivs Beeskow)[7]

### Aquarelle (Auswahl)
- Mädchen mit Kopftuch (1965)[8]
- Maske mit Vogel (Aquarell mit Acryl, 2011)[9]

## Ausstellungen (unvollständig)

### Einzelausstellungen
- 2011 Schwerin, Schleswig-Holstein-Haus
- 2013 Weimar, Deutsches Bienenmuseum („Erlebnis Natur“)
- 2016 Parchim, Galerie „ebe“
- 2016 Schwerin, Landesbibliothek
- 2022: Schwerin, Gallery Berger

### Ausstellungsbeteiligungen
- 1971: Berlin, Altes Museum („Das Antlitz der Arbeiterklasse in der bildenden Kunst der DDR“)
- 1972, 1974, 1979 und 1985: Schwerin, Bezirkskunstausstellungen
- 1977/1978: VIII. Kunstausstellung der DDR
- 1985: Erfurt, Gelände der Internationalen Gartenbauausstellung („Künstler im Bündnis“)
- 1986/1987: Suhl („Das sicher sei, was uns lieb ist“. Ausstellung zum 40. Jahrestag der Gründung der Grenztruppen der DDR)
- 2018: Güstrow, Schloss Güstrow („Vom Leuchten der Farben“)